# Euthalia yapana
Euthalia yapana är en fjärilsart som beskrevs av Hans Fruhstorfer 1913. Euthalia yapana ingår i släktet Euthalia och familjen praktfjärilar. Inga underarter finns listade i Catalogue of Life.